# Larry Stylinson

Abraçada de Harry Styles i Louis Tomlinson en l'últim concert de la banda l'octubre del 2015 a Sheffield.

Larry Stylinson és el ship dels cantants de la banda One Direction Harry Styles i Louis Tomlinson, és a dir, una relació romàntica hipotetitzada entre ells pels fans del grup. La denominació ve de la combinació dels noms i cognoms de tots dos.
Aquest ship es va fer reconegut poc després que One Direction triomfés l'any 2010. Els qui hi creuen s'anomenen Larries o Larry Shippers.